# ノイズゲート

アタック・ホールド・リリースを用いてノイズゲートの動作を示した図。青が入力信号推移、赤が出力信号推移。

ノイズゲート（noise gate）とは、主に雑音の低減を目的として、一定レベル以下の音声信号を減衰するエフェクターである。イベントPA、電話機、音楽制作など多くの場所で使用されている。
小音量時の暗騒音の低減によってSN比を改善する。目的の音と重なる雑音や、突発的な大きな雑音、現存の電磁ノイズ障害に対する効果はない。
無線通信での電波強度に基づく類似の機能はスケルチと呼ばれる。

## 仕組み
基本的な仕組みは、入力信号がしきい値（スレッショルド）以下になると出力レベルを下げ（ゲートを閉じ）、しきい値以上になると出力レベルを元に戻す（ゲートを開く）というものである。実用上はしきい値のほかに、減衰の割合、ゲートの開閉エンベロープ、ゲートが反応する周波数帯域といったパラメータが指定されるのが一般的である。
音楽的なダイナミクスを人工的に広げる目的のエキスパンダーとおおよそ同様の仕組みを持つが、エキスパンダーはしきい値を下回った量と比例して減衰させるなど動作の違いがある。

## 応用
サイドチェーンとダッキング
音量監視対象の信号をキー信号と呼び、キー信号には普通は主入力が使われるが、外部から別のキー信号（サイドチェーン）を入力できるノイズゲートもある。更にゲートの開閉を逆転させ、音量が大きい時に主入力を減衰させる機能をダッキングと呼ぶ。
これらは例えばナレーション音声（サイドチェーン）がある時にBGM（主入力）の音量を自動的に下げて聞き取りやすくしたり、ダンス・ミュージックのリズムの演出といった用途に使用される。ダッキング技法はコンプレッサーでも応用されるが、コンプレッサーはしきい値を超過した量と比例して減衰させるなど動作の違いがある。
ゲートリバーブ
ノイズゲートによって残響を短く切ったリバーブレーターの表現をゲートリバーブと呼ぶ。1980年代のポップ・ミュージックにおけるドラムサウンドで多用された。